# Konstantin Shayne
Konstantin Shayne, nato in russo Константин Вениаминович Олькеницкий?, Konstantin Veniaminovič Ol'kenickij (Charkiv, 29 novembre 1888 – Los Angeles, 5 novembre 1974), è stato un attore russo naturalizzato statunitense.
Era fratello dell'attrice Tamara Shayne.

## Filmografia

### Cinema
- Bulldog Drummond in Africa, regia di Louis King (1938)
- King of Alcatraz, regia di Robert Florey (1938)
- The Monroe Doctrine, regia di Crane Wilbur - cortometraggio (1939)
- Paris Honeymoon, regia di Frank Tuttle (1939)
- La settima croce (The Seventh Cross), regia di Fred Zinnemann (1944)
- L'estrema rinuncia (Till We Meet Again), regia di Frank Borzage (1944)
- Il ribelle (None But the Lonely Heart), regia di Clifford Odets (1944)
- Il Falco a Hollywood (The Falcon in Hollywood), regia di Gordon Douglas (1944)
- The Man in Half Moon Street, regia di Ralph Murphy (1945)
- Escape in the Fog, regia di Oscar Boetticher Jr. (Budd Boetticher) (1945)
- Sua altezza e il cameriere (Her Highness and the Bellboy), regia di Richard Thorpe (1945)
- Lo straniero (The Stranger), regia di Orson Welles (1946)
- Dangerous Millions, regia di James Tinling (1946)
- Sogni proibiti (The Secret Life of Walter Mitty), regia di Norman Z. McLeod (1947)
- Canto d'amore (Song of Love), regia di Clarence Brown (1947)
- Tre figli in gamba (Christmas Eve), regia di Edwin L. Marin (1947)
- La donna del traditore (To the Victor), regia di Delmer Daves (1948)
- Night Wind, regia di James Tinling (1948)
- L'urlo della città (Cry of the City), regia di Robert Siodmak (1948)
- Il sortilegio delle Amazzoni (Angel on the Amazon), regia di John H. Auer (1948)
- Il Danubio rosso (The Red Danube), regia di George Sidney (1949)
- I Was a Communist for the FBI, regia di Gordon Douglas (1951)
- Lo sconosciuto (The Unknown Man), regia di Richard Thorpe (1951)
- Il tesoro dei condor (Treasure of the Golden Condor), regia di Delmer Daves (1953)
- Il prezzo della paura (The Price of Fear), regia di Abner Biberman (1956)
- La donna che visse due volte (Vertigo), regia di Alfred Hitchcock (1958)

### Televisione
- Crusader – serie TV, episodio 1x07 (1955)
- The Texan – serie TV, episodio 1x27 (1959)
- Indirizzo permanente (77 Sunset Strip) – serie TV, episodio 5x20 (1963)
- Sotto accusa (Arrest and Trial) – serie TV, episodio 1x09 (1963)
- Gli inafferrabili (The Rogues) – serie TV, episodio 1x22 (1965)